# ЛТК-ИнБев-НПУ
«ЛТК-ИнБев-НПУ» — украинский мини-футбольный клуб, созданный в 2015 году для участия в Экстра-лиге чемпионата Украины. Команда создана путём объединения участника Экстра-лиги луганского «ЛТК», а также выступавших в первой лиге киевского «Киев-НПУ» и житомирского «ИнБев».
Киевский и житомирский ранее клуб уже выступали вместе: в предыдущем сезоне объединённая команда под названием «ИнБев-Полесье-НПУ» заняла третье место в первой лиге чемпионата Украины по мини-футболу. Что касается «ЛТК», не имея возможности тренироваться и играть в Луганске, президент клуба сумел договориться с руководителями «ИнБев» и «Киев-НПУ» о создании объединённого коллектива для участия в Экстра-лиге.
Руководство командой осуществляется триумвиратом президентов, и подобное объединение не имеет прецедентов в истории украинского мини-футбола. Финансовые обязательства также распределены между клубами: «НПУ» предоставляет зал и жильё, «ЛТК» — клубный автобус, а «ИнБев» — спортивную экипировку. Всем игрокам команды предоставлена возможность обучения в педагогическом университете, как на бюджетном, так и на контрактном отделении.
Главный тренер команды — Валерий Туркин. Костяк команды составляют игроки «ЛТК», к которым присоединилось несколько игроков «ИнБева» и «Киев-НПУ». В заявку команды в первом сезоне в Экстра-лиге вошли вратари Михаил Соколовский, Максим Сорокин и Александр Сухов; полевые игроки: Максим Литвинов, Роман Цапов, Виталий Дзюба, Максим Мануйленко, Денис Зеленкевич, Максим Чеберяк, Александр Карбула, Артём Мороховец, Александр Биляченко, Игорь Горло, Павел Концеба, Артём Фаренюк, Денис Мазной и Валерий Директоренко (спортивный директор).
Домашние игры команда проводит в Киеве и Житомире.